# The Last Trail (film 1921)
The Last Trail è un film muto del 1921 diretto da Emmett J. Flynn. La sceneggiatura di Jules Furthman e Paul Schofield si basa su The Last Trail, romanzo di Zane Grey pubblicato a New York nel 1909.

## Trama

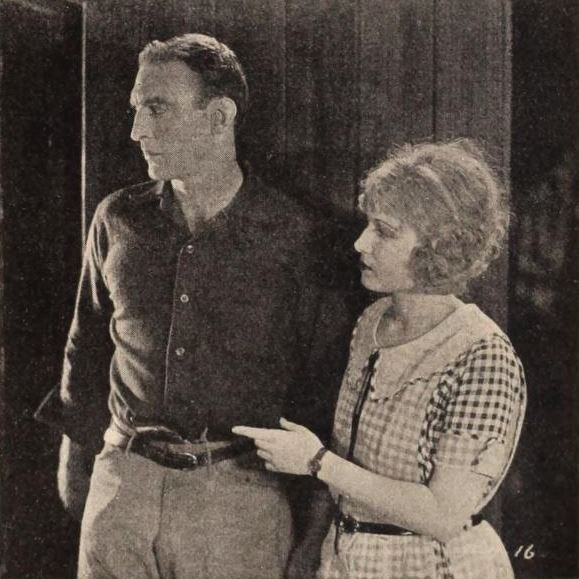
'Lefty' Flynn e Eva Novak

Le scorrerie e gli atti criminosi di un bandito conosciuto con il nome di Night Hawk (Falco della notte) terrorizzano gli abitanti di una cittadina di frontiera. Così, quando in paese arriva uno straniero a cavallo, comincia a correre la voce che potrebbe trattarsi proprio del famigerato bandito. Winifred, fidanzata con William Kirk, un ingegnere che lavora alla costruzione della diga, difende lo straniero dallo sceriffo, ma non riesce a evitare che venga comunque arrestato dietro una denuncia di Kirk. L'ingegnere, invece, si rivela per essere lui un pericoloso criminale: dopo avere rubato le paghe degli operai e minato la diga, sarà alla fine catturato dallo straniero, in realtà un agente inviato in città sotto copertura a indagare sulle malefatte di Kirk.

## Produzione
Il film, che in origine avrebbe dovuto chiamarsi The Night Hawk, fu prodotto dalla Fox Film Corporation. La lavorazione del film fu completata a fine giugno o ai primi di luglio 1921.

## Distribuzione
Il copyright del film, richiesto dalla Fox Film Corp., fu registrato il 18 settembre 1921 con il numero LP17117.

Distribuito dalla Fox Film Corporation, il film uscì nelle sale statunitensi nel novembre 1921. In Francia, fu distribuito il 2 febbraio 1923 con il titolo L'Épervier noir.
Non si conoscono copie ancora esistenti della pellicola che viene considerata presumibilmente perduta.